# Magnac-Laval
 Magnac-Laval ist eine französische Gemeinde mit 1693 Einwohnern (Stand 1. Januar 2022) im Département Haute-Vienne in der Region Nouvelle-Aquitaine; sie gehört zum Arrondissement Bellac und zum Kanton Châteauponsac.
Nachbargemeinden von Magnac-Laval sind Dompierre-les-Églises im Osten. Villefavard im Südosten und Droux im Süden.

## Bevölkerungsentwicklung
| Jahr      | 1962 | 1968 | 1975 | 1982 | 1990 | 1999 | 2008 |
| Einwohner | 2473 | 2625 | 2599 | 2372 | 2266 | 1978 | 1889 |

## Sehenswürdigkeiten
- Kirche Saint-Maximin (Monument historique 1925)
- Schloss Chercorat
- Schloss Sirvenon

## Persönlichkeiten
- Marie Thérèse Françoise de Salignac († 1726), Marquise de Magnac
- Pierre III. de Laval-Lezay († 1687), deren Ehemann, 3. Marquis de Laval-Lezay, Marquis de Magnac
- Gui André de Laval-Lezay († 1745), deren Sohn, 4. Marquis de Laval-Lezay, Marquis de Magnac
- Gui André Pierre de Montmorency-Laval (1723–1798), dessen Sohn, 1748 (mit Erhebung der Baronie Arnac und des Marquisats Magnac zur Duché) Duc de Laval, 1783 Marschall von Frankreich.
- Robert David (1873–1958), Politiker, gestorben in Magnac-Laval
- René d’Abadie (1895–1971), Ornithologe, Gründer der Société française d’ornithologie
- Alexandre Vialatte (1901–1971), Schriftsteller, geboren in Magnac-Laval
- Georges Guingouin (1913–2005), Widerstandskämpfer, Politiker, geboren in Magnac-Laval[1]